# ضربه عشق
ضربه عشق (به انگلیسی: Pyaar Ka Punchnama) یا کالبد شکافی عشق فیلمی محصول سال ۲۰۱۱ و به کارگردانی لاو رانجان است. در این فیلم بازیگرانی همچون کارتیک آریان، دیوندو، رایو اس. بخیرتا، سونالی سیگال، نصرت باروچا و ایشیتا راج شارما ایفای نقش کرده‌اند.
دنباله این فیلم ضربه عشق ۲ نام دارد.